# マリー＝ルイーズ・タートゥロード
マリー＝ルイーズ・タートゥロード（Marie-Louise Taterode、1906年7月17日 - 2020年9月3日）は、フランスのスーパーセンテナリアン。フランス・クレルモン＝フェラン在住だった長寿の女性。2020年9月2日にアン・ブラス・ラターが死去したことに伴い、ヨーロッパでリュシル・ランドン、ジャンヌ・ボット、テクラ・ユニェヴィチに次いで4番目の高齢者となっていた。

## 略歴
1906年7月17日、コレーズ県ユゼルシュの家庭に5人兄弟の末っ子として生まれる。父親が織手、母親が継手として働いていた。母親が早くのうちに亡くなり、父親がカンタル県の鉱山で働くようになるとリムーザン地域圏を去り、クレルモン＝フェランに定住するようになった。その後はピンゲオット社で13年間働いた後、モンルイの製紙工場で34年働く。65歳で退職したが、当時の法定上は62歳で退職するのが一般的であり、マリーはそれに驚きを隠せなかったという。結婚したことも子供を持ったこともなかったが、7歳で孤児になっていた姪を育てたことはあったという。
2011年以降はルズーにある老人ホームで暮らしていた。106歳の時点ではテレビや新聞に興味を示すことは無かったという。2018年1月27日にマーガリット・デュペライが死去したことに伴い、オーヴェルニュ＝ローヌ＝アルプ地域圏一帯の最高齢者になった。2020年9月2日にオランダのアン・ブラス・ラターが114歳48日で死去し、ヨーロッパで4番目に高齢の人物になった。
しかし翌日の9月3日、自身も114歳48日で死去。これにより、ヴァランティーヌ・リニーがフランス国内における1906年生まれ最後の生き残りとなった。